# Львова-Бєлова Марія Олексіївна
Марі́я Олексі́ївна Львóва-Бєлóва (25 жовтня 1984 , Пенза ) — російський державний, політичний і громадський діяч. Уповноважена при президентові РФ з прав дитини (не плутати з омбудсмен) з 27 жовтня 2021. Обвинувачувана воєнна злочинниця за викрадення українських дітей для їх примусової русифікації.
Член Громадської палати Російської Федерації (2017—2019). На час президентських виборів РФ у 2018 році призначена довіреною особою кандидата в президенти В. Путіна у Пензенській області. Призначена Сенатором Російської Федерації — представник від виконавчої влади Пензенської області (21 вересня 2020 — 10 листопада 2021).
З 16 червня 2022 року за підтримку російської війни проти України під санкціями Великобританії, з 1 липня також і Австралії, а з 23 серпня і Канади, крім того, перебуває у списках санкцій усіх країн Євросоюзу та США за зусилля з депортації десятків тисяч українських дітей у Росію.

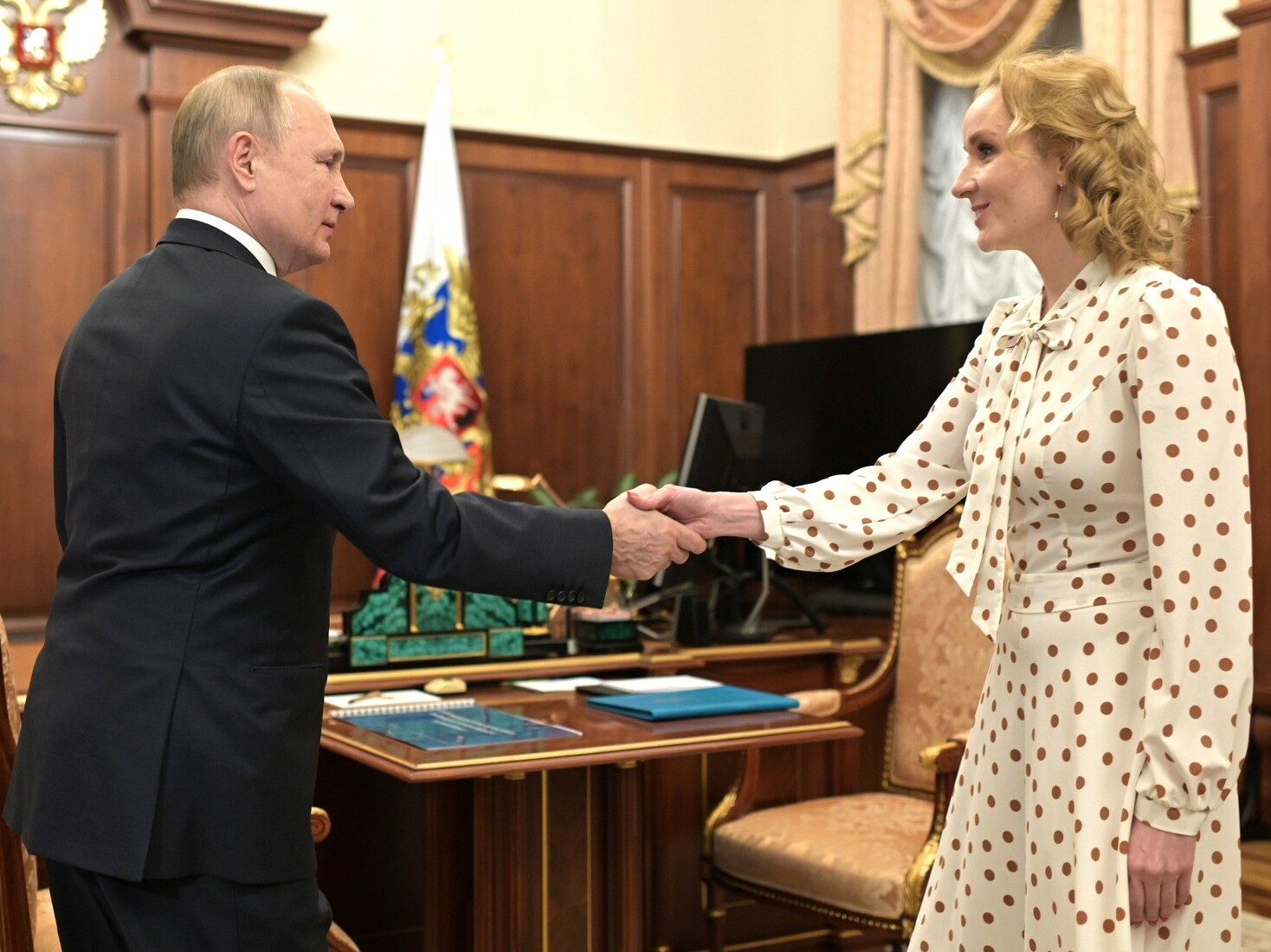
Бєлова з Путіним, 2022

17 березня 2023 року Міжнародним кримінальним судом у Гаазі було видано ордер на арешт Львової-Бєлової, разом із Володимиром Путіним підозрюваної в незаконній депортації українських дітей під час російського вторгнення в Україну.

## Біографія
Народилася у 1984 році в Пензі у багатодітній сімʼї.
У 2002 році закінчила училище культури та мистецтв імені О. А. Архангельського за спеціальністю «Дирижер естрадного оркестру», де викладав її батько.
У 2000—2005 роках працювала викладачем за класом гітари в дитячих музичних школах № 5, № 1, в училищі культури та мистецтв у Пензі.
У 2003—2005 роках навчалася в Самарській державній академії культури і мистецтв (нині Самарський державний інститут культури). Полишила навчання.
У 2008—2020 роках — співзасновник та керівник Пензенської регіональної громадської організації щодо сприяння соціальній адаптації «Благовіст» (дитячі будинки) разом з майбутньою уповноваженою при президентові РФ Анною Кузнєцовою (2016—2021), де вона і познайомилася з тодішнім омбудсменом, після чого почався її політичний старт.
У 2011—2014 роках — член Громадської палати Пензенської області III скликання, у 2017—2019 роках — член Громадської палати Пензенської області IV та V скликань, одночасно у 2017—2019 роках член Громадської палати Російської Федерації.
З 2014 року Марія Львова-Бєлова була засновником та виконавчим директором автономної некомерційної організації сприяння соціальній адаптації особи «Квартал Луї». Реабілітаційний центр, названий на честь джазового музиканта Луї Армстронга, допомагав молодим людям з обмеженими можливостями здоров'я, що залишилися без піклування батьків, адаптуватися до самостійного життя.
У 2017 році з ініціативи Марії Львової-Бєлової в Пензі почав працювати перший в Росії пансіон для молодих людей з важким ступенем інвалідності «Дім Вероніки».

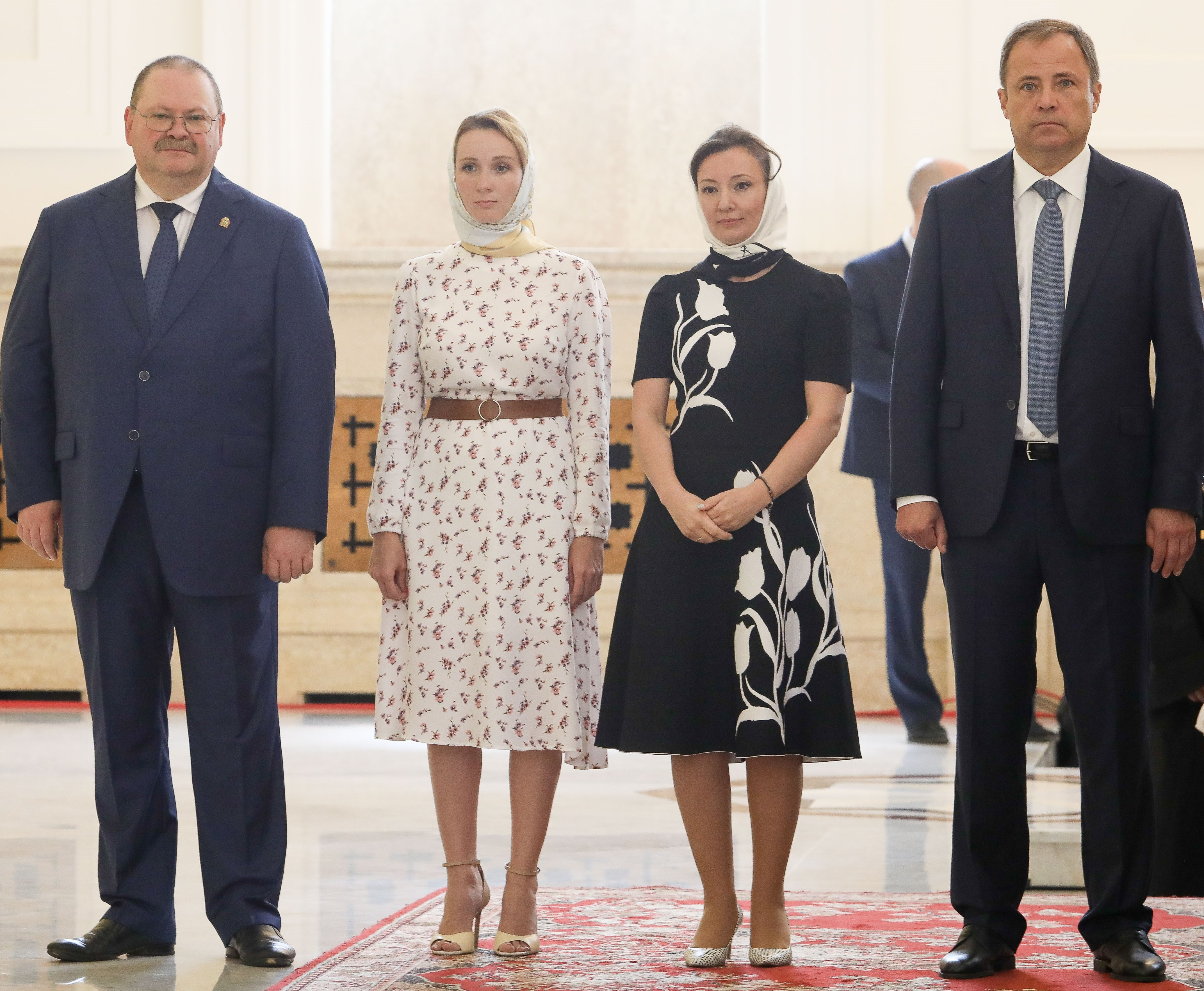
Губернатор Пензенської області ельниченко, уповноважена президентом РФ з прав дитини М. Львова-Бєлова, заступниця голови Держдуми А. Кузнєцова (Булаєва), представник президента РФ у Приволзькому федеральному окрузі Комаров на богослужінні з освячення Спаського собору в Пензі

21 листопада 2018 року презентувала реалізовані в Пензі проекти із соціальної адаптації людей з інвалідністю на зустрічі голови уряду Російської Федерації Дмитра Медведєва з представниками некомерційних організацій.
У 2018 році Львова-Бєлова представила проект — резиденцію для проживання молодих людей з різною формою інвалідності Арт-Маєток «Нові береги».
З 22 лютого 2019 по 8 грудня 2021 була одним з трьох співголов регіонального штабу Регіонального відділення Загальноросійського громадського руху "Народний фронт «За Росію» в Пензенській області.
У 2019 році вступила до Пензенського державного технологічного університету за напрямом «Менеджмент».
В 2019 вступила в партію «Єдина Росія» (партійний квиток їй вручив 23 листопада 2019 голова партії Дмитро Медведєв).
З 24 листопада 2019 по 4 грудня 2021 — член Президії Генеральної ради партії «Єдина Росія», в якому була співголовою робочої групи з підтримки громадянського суспільства.
У 2019 році в рамках спецпроекту агентства «РІА „Sm-News“» «Людина регіону-2019» Марія Львова-Бєлова стала людиною року Пензенської області.
Є випускницею четвертого потоку у так званій «школі губернаторів».
21 вересня 2020 постановою губернатора Пензенської області була наділена повноваженнями сенатора Російської Федерації — представника від уряду Пензенської області на термін його повноважень, тобто до вересня 2025.
23 вересня 2020 року увійшла до складу комітету Ради Федерації із соціальної політики.
18 листопада 2020 стала повноважним представником Ради Федерації по взаємодії з Уповноваженим при Президентові Російської Федерації з прав дитини.
26 червня 2021 року стала випускницею Президентської академії РАНХіГС.
27 жовтня 2021 року Президент Росії Володимир Путін призначив сенатора Марію Львову-Бєлову Уповноваженою при президентові РФ з прав дитини.
15 грудня 2022 року увійшла до складу опікунської ради державного благодійного фонду «Коло добра» відповідно до указу Президента.

## Інцидент з українським підлітком
Навесні 2022 року, під час повномасштабного вторгнення РФ до України, російські військові викрали з Маріуполя 16-річного Пилипа Головню, після чого депортували його до Росії. Будинок у приморському районі Маріуполя, де мешкав Пилип з опікунами, знищений вщент і підлягає зносу, телефони опікунів хлопця не відповідають. Опікуни Пилипа — Сергій Головня, чоловік матері Пилипа, яка померла у 2017 році, та Ірина, нова дружина вітчима. За однією з версій: «До Донецька його вивезли російські МНСники, коли він прийшов до супермаркету «Метро». Там в той час роздавали гуманітарну допомогу». Зі слів хлопця, він мешкав у лікарні тимчасово окупованого Донецька. Потім у так званому «дитячому соціальному центрі» тимчасово окупованого міста Донецька до 27 травня 2022 року. І вже звідти його та ще щонайменше 30 українських дітей вивезли до Росії — у пансіонат «Поляни» Одінцовського району Московської області. Цей санаторій входить до складу Дитячого медичного центру Управління справами президента РФ. Після цього хлопця забрала до себе Марія, де він став десятою дитиною у родині. У вересні 2022 року йому видали паспорт РФ.

## Родина
Батько Марії Львової-Бєлової у 2021 році був одним з організаторів фестивалю «Кримський міст».
М. Львова-Бєлова одружена з 2003 року.
Перший чоловік — Павло Когельман раніше працював програмістом, тепер — священик Російської православної церкви (посвячений у сан пресвітера у 2019 році митрополитом Пензенським і Нижньоломівським Серафимом), після призначення Марії уповноваженою президентом РФ, отримав статус священника у лютому 2022 року за наказом патріарха Кирила.
Другий чоловік (з вересня 2024) — Костянтин Малофєєв 
Мати п'ятьох дітей (2005, 2007, 2010, 2014, 2018 років народження) і прийомна мати для шістьох дітей — п'ять дорослих мешкають окремо, єдиною названою дитиною, яка живе з сім’єю російської уповноваженої при президентові РФ, є Пилип Головня з Маріуполя. У 2012 та 2013 роках у сім'ю брали прийомних дітей. У 2020 році Львова-Бєлова взяла під опіку вісім молодих людей з ментальною інвалідністю. У 2021 році оформила опікунство ще над п'ятьма недієздатними випускниками дитячого будинку. Зараз, замість психоневрологічного інтернату, всі вони живуть за системою проживання в арт-маєтку «Нові Береги», керівником якого є молодша сестра Марії — Софія. На території маєтку Львова-Бєлова побудувала храм «для свого чоловіка», який там став настоятелем.
Сім'я живе у Москві.

## Доходи
Проєкти будівництва пансіонів для постійного проживання людей з інвалідністю, яких вводять в соціальне життя — у «Квартал Луї» входять «Нові Береги» (2018, станом на 2022 — 4 будинки, 53 людини), «Дім Вероніки» (2017, будинок на 10 повнолітніх людей з інвалідністю, хостел). Щоб надавати послуги здачі відповідно до законодавства РФ, «Дім Вероніки» має мати хоча б одну зірку готелю. Уповноважена президентом РФ відповіла, що будинок і хостел оформлені «як приватний гостьовий дім».
До фінансування інклюзивного артмаєтку «Нові береги» долучився російський мільярдер Роман Абрамович. Він виділив 30 мільйонів рублів на будівництво. Кінцева вартість проєкту інклюзивного артмаєтку становить 299 мільйонів рублів. 
Джерела фінансування будівництва інклюзивного пансіону «Дім Вероніки»: виділив В'ячеслав Володін, президентський грант, виділити кошти зобов'язали губернатора Пензи, передав представник президента, пожертви.
У бізнесі М. Львової-Бєлової бере участь її сім'я. ЇЇ чоловік є священником і на території одного дитячого будинку вони збудували церкву, де чоловік уповноваженої при президентові РФ приймає парафіян.
Молодша сестра М. Львової-Бєлової Софія керує інклюзивним артмаєтком «Нових берегів», а інша сестра займалась будівництвом одного з дитячих будинків та виступала архітектором, отримавши за це 1 мільйон рублів.
Сума декларованого доходу за 2020 рік становила 2 мільйони 933 тисячі рублів, її чоловіка — 446 тисяч рублів.
Заробляють гроші, отримуючи компенсацію від влади, гроші від приватних донорів та церкви.
Мешканці будинку «Дім Вероніки» сплачують частину комунальних послуг та роботу кураторів. Після смерті одного з мешканців цього будинку виявилося, що він має кредитний борг у 800 тисяч рублів і що М. Львова-Бєлова змусила його взяти кредит та передати гроші дитячому будинку. М. Львова-Бєлова пояснювала це тим, що люди живуть у неї на повному пансіоні, а оплачувати діаліз та інші процедури повинні самі, тому на це потрібно брати кредити і виплачувати їх з пенсій по інвалідності. Відтак й інші мешканці будинку мали кредити.
У 2008 й до 2019 року Бєлова керувала пензенською регіональною ГО зі сприяння соціальній адаптації сиріт та людей з інвалідністю «Благовєст» разом з майбутньою уповноваженою при президентові РФ Анною Кузнєцовою. Головою цієї організації був чоловік Кузнєцової, священик отець Алєксєй. У 2012 «Благовєст» («Нові Береги») отримали 2 субсидії від уряду Пензенської області на загальну суму 494 тисячі рублів. У 2014 фонд залучив 2,38 млн руб від уряду та фізичних осіб. Починаючи з цього року організація не подавала звітності. А у 2020 році організацію ліквідували за запитом самої Бєлової.
З 2015 року Марія стала виконавчою директоркою автономної некомерційної організації зі сприяння соціальній адаптації особистості «Квартал Луї», а з 2017 — одноосібною власницею.

### Імідж
Допомога дітям з інвалідністю та сиротам.

### Інциденти
Одного із мешканців, Євгена Нємцова, який пересувався на візку, Львова-Бєлова змусила покинути «Квартал Луї». Причина конфлікту — невідома. В результаті хлопець опинився у холодному приміщенні у 30-градусний мороз: у його будинку зламався котел, а запчастини треба було чекати три тижні. За цей час він захворів на пневмонію і помер.
В інклюзивному комплексі «Дім Вероніки» помер хлопець — Ільмір Валієв. Його смерть спричинена тим, що він двічі не отримав життєво необхідного діалізу, оскільки не мав коштів на таксі, щоб навідатися до лікаря. Пізніше в одній з лікарень Пензи з'ясувалося, що Ільмір має кредитний борг у розмірі 800 тисяч рублів. Згодом й інші вихованці сказали, що змушені були оформити кредити за вказівкою Марії Львової-Бєлової.

## Нагороди
- Орден Святого рівноапостольного великого князя Володимира III ступеня Російської православної церкви (2016) — за розвиток благодійності.[11]
- Почесна грамота Президента РФ (29 жовтня 2018 року) — за досягнуті трудові успіхи та багаторічну сумлінну роботу.[35]

## Санкції
16 червня 2022 року як високопосадовець РФ потрапила до списку людей, проти яких Великобританія ввела персональні санкції через війну в Україні. На думку влади країни, Львова-Бєлова брала участь у незаконній депортації дітей з території Луганської та Донецької областей до РФ з їх подальшим примусовим усиновленням.
1 липня потрапила під санкції Австралії.
21 липня 2022 року була включена до списку санкцій Євросоюзу за підтримку та реалізацію політики, що підриває територіальну цілісність, суверенітет та незалежність України та за порушення прав українських дітей. Зокрема, Євросоюз зазначає, що Львова-Бєлова є однією з найбільш причетних до незаконного перевезення українських дітей до Росії та їх усиновлення російськими сім'ями.
З 23 серпня 2022 під санкціями Канади.
29 серпня 2022 року додано до санкційного списку Швейцарії.
У вересні 2022 року включено до санкційних списків США за «зусилля з депортації тисяч українських дітей до Росії» та «примусове усиновлення українських дітей у російські сім'ї, так зване „патріотичне виховання“ українських дітей».
19 жовтня 2022 року додана до санкційного списку України.
З 27 січня 2023 під санкціями Японії.

## Кримінальне переслідування
Міжнародний кримінальний суд у Гаазі 17 березня 2023 року видав ордер на арешт уповноваженої з прав дитини в Росії Марії Львової-Бєлової, яка підозрюється у порушенні закону щодо депортації українських дітей.
Судді Міжнародного кримінального суду зазначають, що Марія Львова-Бєлова несе персональну відповідальність за депортацію дітей, «вчинивши ці діяння безпосередньо, спільно з іншими особами та/або через дії інших осіб».
Сама Бєлова прокоментувала новину таким чином:
|  | Здорово, що міжнародне співтовариство оцінило ту роботу по допомозі дітям нашої країни, що ми не залишаємо їх у зоні військових дій, що ми вивозимо їх, що створюємо для них хороші умови, оточуємо їх люблячими турботливими людьми. Були санкції всіх країн, навіть Японії, щодо мене, зараз ордер на арешт, цікаво, що буде далі — ну, а ми продовжуємо працювати... |

Головуюча в квітні 2023 року в Радбезі ООН РФ запросила виступити уповноважену президента РФ з прав дитини М. Львову-Бєлову на неформальній зустрічі РБ 5 квітня, назвавши тему «евакуація дітей з зони конфлікту» щодо депортації.
Раніше постійний представник РФ в ООН В. Небензя заявляв, що ця неформальна зустріч була запланована до оголошення МКС ордерів на арешт Львової-Бєлової та російського президента В. Путіна через депортацію українських дітей, та не мала на меті спростовувати звинувачення проти них. 
Китай, інший постійний член Ради та союзник Росії, заявив, що взяв до відома готовність Росії об'єднати дітей із сім'ями, і в цілому висловився про необхідність захисту дітей у збройних конфліктах.
Представники кількох західних країн вийшли із зали, коли Львова-Бєлова виступала по відеозв'язку. Пізніше вони повернулися і виголосили промови з засудженням Росії.
Коаліція з понад 50 країн виступила із заявою, в якій висміює сесію як яскравий приклад того, як Росія зловживає своєю владою та привілеєм як постійного члена Ради Безпеки для поширення неправди.
«Жодна кількість дезінформації, поширеної Російською Федерацією, не може заперечити правдивість цього питання або захистити людей від відповідальності за ці злочини», — йдеться у спільній заяві.
|                            | Якщо пані, Львова-Бєлова, хоче розповісти про свої дії, вона може зробити це у Гаазі |
| — заявила британська місія |                                                                                      |